# Maurits De Meyer
Maurits de Meyer (Elversele, 2 maart 1895 - Wilrijk, 24 november 1970) was een Belgisch volkskundige.

## Levensloop
Als Waaslander geboren in een klein landbouwdorp, droeg De Meyer zijn hele leven die oorsprong met zich mee.
Zijn vader, die sigarenmaker was, en zijn moeder overleden beiden toen hij een paar jaar oud was. Van de vijf kinderen stierven er drie vroegtijdig en overleefden slechts hijzelf en een zus. Ze werden opgevangen door familieleden in Hamme, waar Maurits de lagere school doorliep, gevolgd door de humaniora in Dendermonde.
In Hamme was hij een van de leiders in de plaatselijke studentengilde. Deze gilde organiseerde kosteloos onderwijs voor volwassenen. In 1916 kwam Lodewijk Dosfel propaganda maken voor de door de Duitsers opgerichte Nederlandstalige universiteit van Gent.
Maurits de Meyer schreef zich in voor het academiejaar 1916-17, studeerde klassieke filologie en geschiedenis en slaagde in de kandidatuurexamens. Tijdens het jaar 1917/18 werd hem een faculteitsprijs toegekend voor zijn studie over Verfransching van het kinderspel in Vlaanderen.
Zijn eerste volkskundig artikel verscheen in 1917 in het Gentse studententijdschrift Aula en behandelde een eerder triviaal onderwerp, onder de titel Waarom de honden elkaar onder de staart rieken, waarin hij een fabel van Phaedrus vergeleek met Vlaamse gezegden, uit de volksmond genoteerd. De Meyer was trouwens al vroeg begonnen met in zijn geboortestreek volksverhalen en elementen uit de volkstaal op te tekenen. Zijn activiteit als 'folklorist' leidde hem tot ideeën over de noodzaak om op deze embryonale 'wetenschap' gerichte lokale verenigingen op te richten. Daarenboven had hij al vroeg aandacht voor meer algemene zaken en sprak hij zijn ideeën uit over het stichten van verenigingen, waarin de folkloristen zowel regionaal als internationaal elkaars bevindingen zouden kunnen uitwisselen.
In 1918 werd hem als activist aan een collaborerende universiteit, verbod op verdere universitaire studies betekend, en mocht hij zelfs geen examens meer afleggen voor de centrale jury.
Gelet op de onmogelijkheid van verdere universitaire studies, trad De Meyer in dienst in de Antwerpse boekhandel 'Het Kersouken' van Anna Joris-Nellens (1872-1926). Ten laatste in 1924 stapte hij over naar de Standaard Boekhandel, waar hij vanaf 1934 een lange loopbaan doorliep, die hij als directeur beëindigde.
Dit belette zijn verdere activiteiten op het gebied van de volkskunde niet. Zijn eerste publicatie in het tijdschrift Volkskunde (1921) handelde over de volkse bijnamen onder de titel De persoonsnamen in het levend volksgebruik en dat gebaseerd was op zijn aantekeningen in Hamme en omliggende. Hij toonde zich hierbij als een onvermoeibare veldwerker, die basismateriaal aandroeg om tot meer algemene conclusies te komen.
Hij werd een bezieler van het tijdschrift Volkskunde, als medewerker en redacteur, en weldra als voornaamste ondersteuner, aangezien Standaard Boekhandel het verlieslatende tijdschrift publiceerde. Vanaf 1938 zorgde hij voor een vernieuwing van het tijdschrift.
Vanuit zijn beroepsactiviteiten was De Meyer medestichter van de Vereniging ter bevordering van het Vlaamse Boekwezen. Hij werd er voorzitter van en lag mee aan de basis van de Boekenbeurs in Antwerpen.
Vanaf 1920 begon De Meyer, op basis van opzoekingswerk dat hierover al door Guido Gezelle was geleverd, volksverhalen op te tekenen en te publiceren, onder meer het boek Vlaamsche volksvertelsels (1922).
In 1921 publiceerde hij een catalogus van vertellingen. Dit leidde in 1968 tot een uitgebreide bundeling van volkssprookjes.
Daarnaast publiceerde hij studies, zoals Vlaamsche Sprookjesthema's in het licht der Romaansche en Germaansche kultuurstromingen (1942) en het op een breder publiek gerichte Het Vlaamse sprookjesboek (1951). Het boek kende talrijke herdrukken en werd ook door Georg Hermanowski als Flämische Märchen in het Duits vertaald (Hamburg, 1967).
Naast de sprookjes interesseerde De Meyer zich voor de volksprent waarvan hij een uitgebreide verzameling aanlegde. Op de basis hiervan publiceerde hij De Volks- en Kinderprenten in de Nederlanden (1962), een boek van meer dan 600 bladzijden, met een overvloed aan illustraties. Hem werd hiervoor in Palermo de Pitreprijs toegekend.
Postuum verscheen zijn studie Een Limburgs atelier van devotieprentjes uit de zestiende eeuw. Voor een breder publiek schreef hij Volkskunst en volksprent als onderdeel van het driedelige Volkskunst der Lage Landen (deel 2, 1965).
Hij werd weldra onder de volkskundigen in Vlaanderen, met in de eerste plaats zijn opvolger Karel Constant Peeters, beschouwd als hun primus inter pares en dit kwam tot uiting bij de publicatie in 1970 van zijn Verzamelde werken en eveneens bij zijn overlijden en uitvaart.
Hij woonde na de Tweede Wereldoorlog in een villa in Wilrijk waar hij voldoende ruimte had voor zijn uitgebreide bibliotheek en verzamelingen.
De historica Godelieve Maria De Meyer was zijn dochter.

## Eerbetoon
Maurits De Meyer werd lid van:
- de Maatschappij der Nederlandse Letterkunde in Leiden,
- De Koninklijke Belgische Commissie voor Volkskunde,
- De Koninklijke Zuid-Nederlandse Maatschappij voor Taal- en Letterkunde en Geschiedenis.

## Publicaties
Uitvoerige bibliografie door dra. Hilda van Assche in Volkskunde.
- Les contes populaires de Flandre, 1921.
- Alfons De Cock. Zijn werk, 1921.
- De ethnologie in Amerika, in: Dietsche Warande en Belfort, 1922.
- Over de verhouding van de volksprenten en volkssprookjes, 1928.
- Vlaamsche sprookjesthema's in het licht der Romaansche en Germaansche kultuurstromingen, 1942.
- Het Vlaamse sprookjesboek, 1951.
- (samen met P. J. Meertens) Volkskunde-atlas voor Nederland en Vlaams-België, 1959.
- De volks- en kinderprent in de Nederlanden, van de 15de tot de 20ste eeuw, 1962.
- ‘Grosse court Abbesse’ een Antwerpse satirische prent uit het midden van de 16de eeuw, in: De Gulden Passer, 1965.
- Volkskunde: verzamelde opstellen van Maurits de Meyer, Antwerpen, Standaard uitgeverij, 1966.
- Le conte populaire flamand. Catalogue analytique et répertoire des épisodes et éléments des contes, 'motif-index', 1968.
- De rol van de plaatsnamen en de heiligennamen in de volksgeneeskunde, in: Naamkunde, 1969.
- (samen met Kurt Ranke) Iconographie des contes d' animaux indiens, Berlijn, De Gruyter, 1969.
- Volksprenten in de Nederlanden, 1400-1900, 1970.
- Het landbouwvoertuig in de etnografie van de Kempen, in: Ons erfdeel, 1969-1970.